# Rejon czuhujewski
Rejon czuhujewski (ukr. Чугуївський район) – rejon położony w północnej i środkowej części obwodu charkowskiego Ukrainy, graniczący z Rosją. Ma powierzchnię 4804 km² i liczy 194 tysiące mieszkańców. Siedzibą władz rejonowych jest Czuhujew.
Na terenie rejonu znajduje się 9 hromad:
- 4 miejskie:
  - Czuhujew(inne języki)
  - Wołczańsk(inne języki)
  - Zmijiw(inne języki)
  - Słobożanśke(inne języki)
- 4 sełyszcznych(inne języki):
  - Małyniwka(inne języki)
  - Nowopokrowka(inne języki)
  - Peczenihy(inne języki)
  - Staryj Sałtiw(inne języki)
- 1 wiejska:
  - Czkałowśke(inne języki)

Rejon został utworzony 19 lipca 2020 roku decyzją Rady Najwyższej z 17 lipca 2020 roku o przeprowadzeniu reformy administracyjno-terytorialnej Ukrainy. W jego skład weszły dotychczasowe rejony:
- rejon czuhajewski
- rejon wołczański
- rejon zmijiwski
- rejon peczenizki
- Czuhujew (dotychczas miasto wydzielone).